# Marie-Christine Schmidt
Marie-Christine Schmidt (LaSalle, 19 de agosto de 1986) es una deportista canadiense que compitió en piragüismo en la modalidad de aguas tranquilas. Ganó dos medallas en los Juegos Panamericanos de 2007.

## Palmarés internacional
| Juegos Panamericanos | Juegos Panamericanos    | Juegos Panamericanos | Juegos Panamericanos |
| Año                  | Lugar                   | Medalla              | Competición          |
| -------------------- | ----------------------- | -------------------- | -------------------- |
| 2007                 | Río de Janeiro (Brasil) | Medalla de oro       | K2 500 m             |
| 2007                 | Río de Janeiro (Brasil) | Medalla de bronce    | K4 500 m             |